# Ceraia hymenocentra
Ceraia hymenocentra é uma espécie de orquídea de flores pequenas que duram muito pouco, mas florescem diversas vezes ao ano, nativa da Nova Guiné e Ilhas Salomão.